# Roger Willemsen
Roger Willemsen (15. srpna 1955 Bonn - 7. února 2016 Wentorf u Hamburku) byl německý publicista, televizní moderátor a filmový producent. V Německu patřil k nejznámějším a nejprodávanějším intelektuálům.
Známý se stal svými výstupy v televizi a svými fejetony, přestože k nim choval ambivalentní vztah. Největšího zájmů se dočkaly jeho cestopisy a rozhovory, které potvrzovaly jeho inteligenci, vzdělání, empatii a vášeň. Po jeho odchodu z televize v říjnu 2001 volil raději jako propagační médium turné a později i hudbu všech kultur..